# Vickers Wellington
Le Vickers Wellington est un bombardier moyen bimoteur britannique conçu dans les années 1930. Il a été employé couramment pendant les deux premières années de la Seconde Guerre mondiale avant d'être remplacé par des bombardiers quadrimoteurs beaucoup plus grands, comme l'Avro Lancaster. Le Wellington a été appelé populairement « Wimpy » par le personnel de service d'après le personnage J. Wellington Wimpy de dessins animés de Popeye.

## Développement
Le Wellington emploie une structure spécifique, appelée « géodésique », conçue par le célèbre Barnes Wallis pour le bombardier monomoteur Vickers Wellesley. Le fuselage est construit à partir de poutres à rainures, faites en alliage d'aluminium (duralumin) et qui forment un grand lacis. On fixe des baguettes en bois à la surface de l'alu que l'on recouvre de « textile irlandais » qui, recouvert de nombreuses couches d'enduit, constitue l'enveloppe extérieure de l'avion. C'est ce tressage en métal qui a donné à l'avion sa très grande résistance, car chaque lisse pouvait supporter les contraintes mécaniques venant même de l'autre côté de l'avion. Même si des lisses étaient arrachées, les efforts étaient répartis sur les lisses restantes sans rupture de l'avion. Des Wellingtons avec des fuselages très endommagés continuèrent à rentrer à la base, contrairement à d'autres types d'avions. Le plus spectaculaire était lorsque l'enduit avait brûlé, mettant ainsi la structure à nu.
Un morceau d'aile montrant cette structure est exposé au musée de l'aviation de Warluis près de Beauvais.

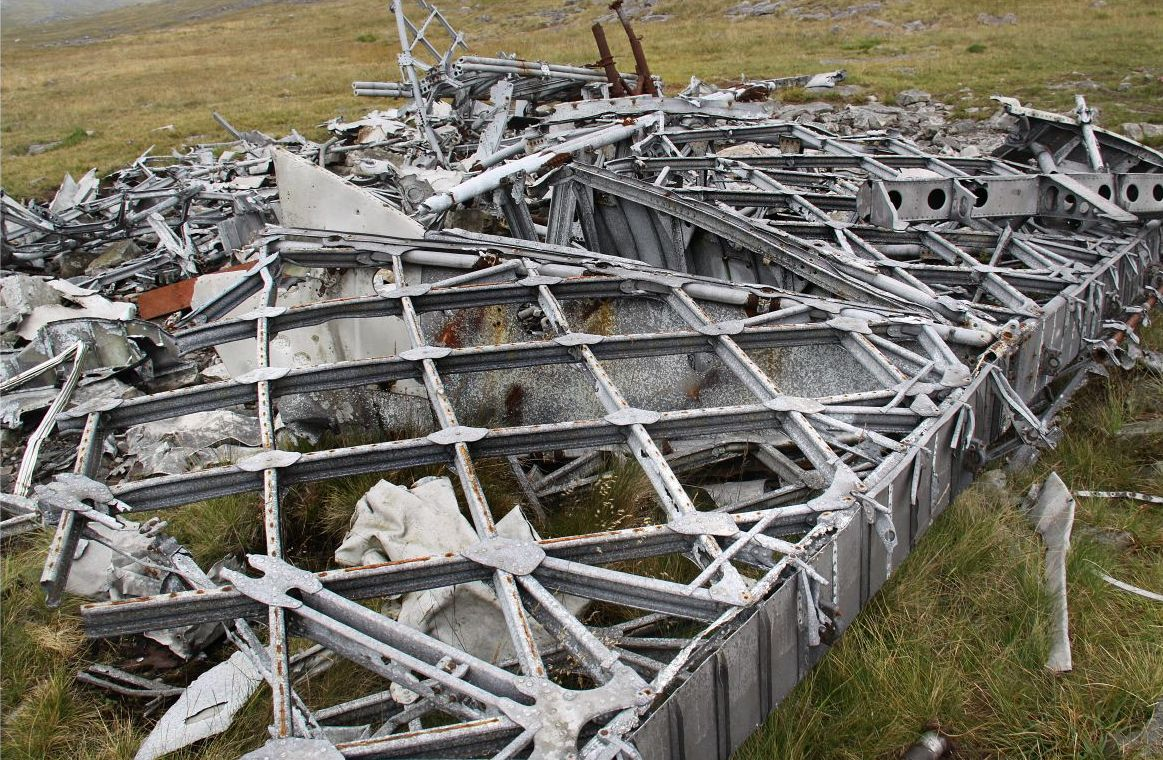
Détail de la structure d'un appareil détruit en 1944.

Cette structure a cependant aussi des inconvénients. Elle ralentit considérablement la construction du Wellington, alors que d'autres conceptions utilisaient les techniques de construction monocoque. En outre, il n'est pas possible de percer des trous dans le fuselage pour fixer des montants additionnels d'accès ou d'équipement.
Néanmoins, vers la fin des années 1930, Vickers construit un Wellington par jour à Weybridge et 50 par mois à Chester. La production maximale en 1942 s'élevait à 70 Wellington par mois à Weybridge, 130 à Chester et 102 à Blackpool.
Le prototype K4049 (Type 271), conçu pour satisfaire la spécification ministérielle B.9/32, vola la première fois à Brooklands le 15 juin 1936, avec comme pilote J. Summers. Après beaucoup de changements, l'avion fut accepté le 15 août 1936 avec le nom de Wellington. Le premier modèle fut le Wellington Mk I, propulsé par une paire de moteurs Bristol Pegasus de 780 kW. Il fut construit à 180 exemplaires, dont 150 pour la Royal Air Force et 30 pour la Force aérienne royale néo-zélandaise. Le Mk I entra en service avec le 9th squadron de la RAF en octobre 1938. À la déclaration de guerre, les escadrons de bombardiers lourds du Royal Air Force Bomber Command étaient équipés de 183 Wellington Mk IA aux tourelles améliorées. Le Wellington fut surclassé par d'autres bimoteurs contemporains, le Handley Page Hampden et l'Armstrong Whitworth Whitley, mais il leur fut supérieur en longévité.

## Service opérationnel
Le premier bombardement de la guerre par la RAF a été réalisé par des Wellington des 9th et 149th Squadron, associés à des Bristol Blenheim, le 4 septembre 1939 à Brunsbüttel en Allemagne. Durant cette mission, deux Wellington furent les premiers avions alliés abattus sur le front de l'Ouest. Il participa aussi au premier raid de nuit sur Berlin le 25 août 1940. Dans le premier raid de 1 000 bombardiers sur Cologne, le 30 mai 1942, 599 des 1 046 avions étaient des Wellington (dont 101 étaient pilotés par des équipages polonais).
Les Wellington du Bomber Command ont réalisé 47 409 missions, ont largué 41 823 t de bombes et 1 332 d'entre eux ont été perdus.
En 1944, les Wellingtons du Coastal Command sont déployés en Grèce et participent à diverses missions de soutien pendant la participation de la RAF à la guerre civile grecque. Quelques Wellington ont été cédés à l'Armée de l'air grecque.

### Sous-marins allemands coulés
| Année | Sous-marins allemands coulés                                                                            | Total |
| ----- | --- | ----- |
| 1942  | U-502, U-372, U-165 (1941), U-412                                                                       | 4     |
| 1943  | U-268, U-562, U-126 (1940), U-232, U-459, U-614, U-403, U-617, U-431, U-566, U-340, U-966, U-211, U-542 | 14    |
| 1944  | U-231, U-545, U-283, U-575, U-852, U-846, U-616, U-960                                                  | 8     |
| 1945  | U-321                                                                                                   | 1     |
| Total | | 27    |

## Variantes

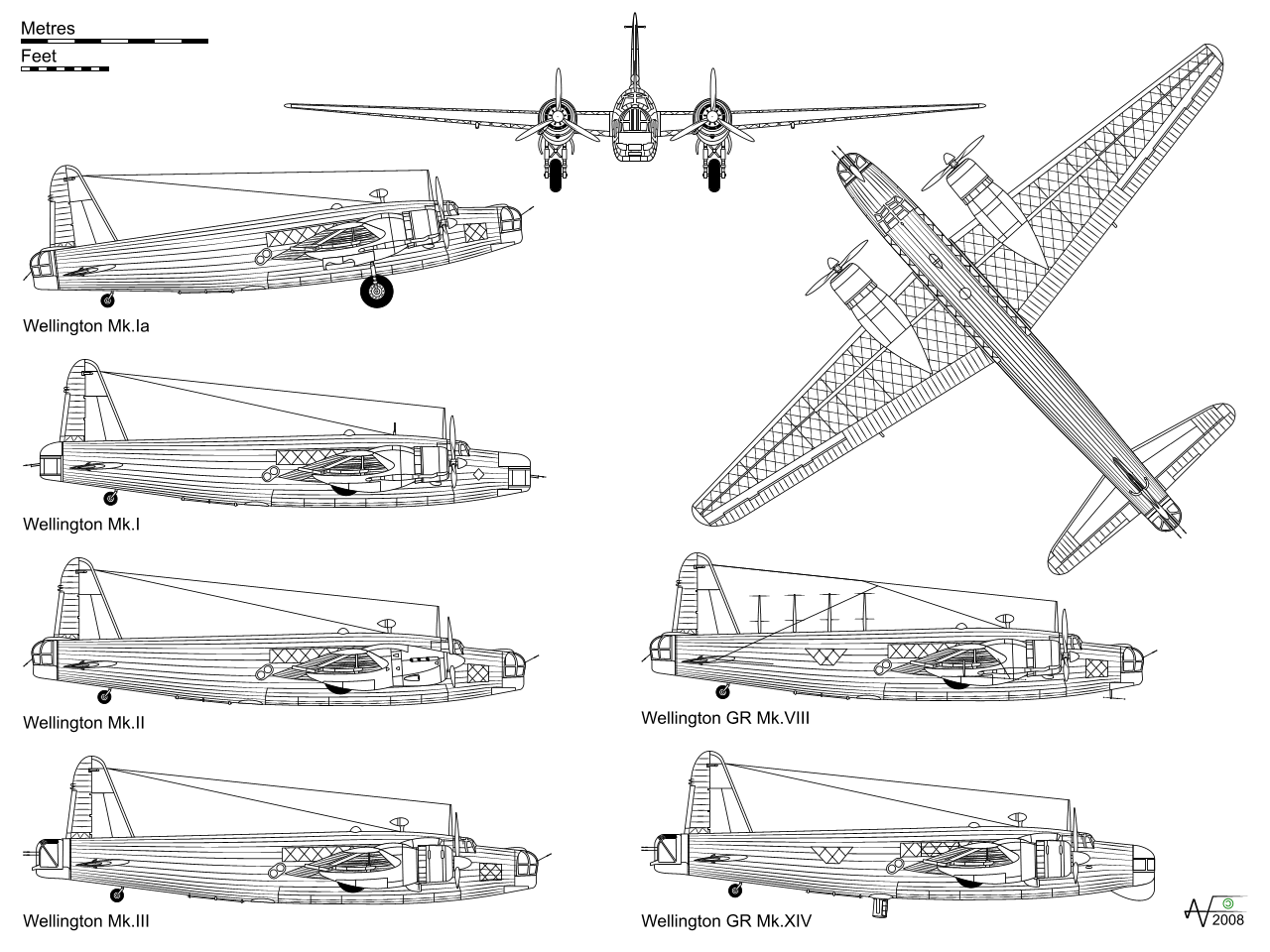
Variantes du Wellington

### Résumé des variantes
| Dés.(1) | Mark  | Type            | Fabricant du moteur | 2 Moteurs          | Puissance unitaire (kW) | Equipage | Construits | Historique                                                                |
| ------- | ----- | --------------- | ------------------- | ------------------ | ----------------------- | -------- | ---------- | ------------------------------------------------------------------------- |
| B       | I     | 271             | Bristol             | Pegasus X          |                         |          | 1          | Premier prototype de bombardier.                                          |
| B       | I     | 285             | Bristol             | Pegasus X          |                         |          | 1          | Prototype de pré-production de bombardier.                                |
| B       | I     | 290             | Bristol             | Pegasus XVIII      | 750                     |          | 183        | Première production de bombardier.                                        |
|         | II    | 298             | Rolls-Royce         | Merlin             | 854                     |          | 1          | Prototype                                                                 |
|         | III   | 299             |                     |                    |                         |          | 2          | Prototype                                                                 |
| B       | II    | 406             | Rolls-Royce         | Merlin X           | 855                     | 6        | 401        | Moteurs plus puissants.                                                   |
|         | V     | 407 / 421       |                     |                    |                         |          | 3          | Prototypes à cabines pressurisées.                                        |
| B       | IA    | 408             | Rolls-Royce         | Merlin             |                         |          | 187        | Basé sur le Mk.II                                                         |
| B       | IC    | 416             | Bristol             | Pegasus XVIII      | 750                     | 6        | 2685       | 1ère variante de production basée sur la Mk. IA                           |
| B       | III   | 417             | Bristol             | Hercules III ou XI | 1025                    |          | 1519       | Moteurs plus puissants; tourelle arrière quadritubes                      |
| DWI     | I     | 418             |                     |                    |                         |          | 4          | Dragueur de mines magnétiques sur la base du Mk.IA                        |
| DWI     | II    | 419             | de Havilland        | Gipsy Major        |                         |          | 11         | Modernisation de DWI Mk.I                                                 |
| B       | IV    | 424             | Pratt & Whitney     | Twin Wasp          | 900                     |          | 220        | Motoriste américain                                                       |
| GR      | VIII  | 429             |                     |                    |                         |          | 394        | Basé sur le Mk.IC, pour le Coastal Command.                               |
|         | IC    | 435             |                     |                    |                         |          |            | Ave système Turbinlite                                                    |
| C       | IX    | 437             |                     |                    |                         |          | 1          | Mk.IC version transport                                                   |
|         | VII   | 439             |                     |                    |                         |          | 1          | Tourelle canon de 40 mm                                                   |
| B       | X     | 440             | Bristol             | Hercules XVIII     | 1250                    |          | 3804       | Variante la plus produite                                                 |
| B       | VI    | 442             | Rolls-Royce         | Merlin R6SM        | 1190                    |          | 63         | Bombardier à haute altitude                                               |
| GR      | XI    | 454 / 458 / 459 |                     |                    |                         |          | 180        | Variante navale du Mk.X                                                   |
| GR      | XII   | 455             |                     |                    |                         |          | 58         | Variante navale du Mk.X                                                   |
| GR      | XIII  | 466             |                     |                    |                         |          | 844        | Variante navale du Mk.X                                                   |
| GR      | XIV   | 467             |                     |                    |                         |          | 841        | Variante navale du Mk.X                                                   |
| C       | XV    |                 |                     |                    |                         |          | 21         | Mark IA version transport                                                 |
| C       | XVI   |                 |                     |                    |                         |          | 41         | Mark IC version transport                                                 |
|         |       | 470             |                     |                    |                         |          |            | Mark II équipé avec un turboréacteur Whittle W2B.                         |
|         | X     | 478             |                     |                    |                         |          |            | Banc de test pour le moteur Bristol Hercules 100.                         |
|         |       | 486             |                     |                    |                         |          |            | Mark II équipé avec un turboréacteur Whittle W2/700.                      |
| T       | XVII  | 487             | Bristol             | Hercules XVII      |                         |          | ?/80       | GR Mk.XI version entraînement de chasse de nuit                           |
| T       | XVIII | 490             |                     |                    |                         |          | ?/80       | GR Mk.XII version entraînement de chasse de nuit                          |
|         | X     | 602             |                     |                    |                         |          |            | Equipé de deux turbopropulseurs Rolls-Royce Dart.                         |
| T       | XIX   |                 |                     |                    |                         |          |            | Mark X version entrainement à la navigation.                              |
| T       | X     | 619             |                     |                    |                         |          |            | Mark X version entrainement à la navigation.                              |
| Total   |       |                 |                     |                    |                         |          | 11461      | Total souvent cité, il est peut-être approximatif à quelques unités près. |

### VariantesBomber Command
Type 271Désignation du prototype du bombardier Wellington. Vol inaugural à Brooklands le 15 juin 1936, piloté par J. Summers.
Type 285 Wellington Mark IDésignation du prototype de présérie. Motorisé avec deux Bristol Pegasus X.
Type 290 Wellington Mark IDésignation de la première série de production. Équipé de deux moteurs à piston Bristol Pegasus XVIII de 1 000 ch chacun. Armé de tourelles Vickers, 183 exemplaires construits dans les usines de Weybridge et de Chester.
Type 408 Wellington Mark IAversion de production construite à partir des spécifications B Mark II pouvant être équipé de moteurs Pegasus ou Rolls-Royce Merlin, bien qu'en pratique il ne fut installé que des moteurs Pegasus XVIII de 1 000 ch. La roue principale du train d'atterrissage fut déplacée de 8 cm (3 in) vers l'avant. Armé avec des tourelles Nash & Thomson. 187 construits à Weybridge et Chester.
Type 416 Wellington Mark ICDésignation de la première variante de production basée sur la version Mark IA mais accueillant en plus deux mitrailleuses de sabord. La variante Mark IC possède un équipage de 6 personnes (pilote, opérateur radio, navigateur/bombardier, observateur/mitrailleur avant, mitrailleur arrière et mitrailleur de sabord). 2 685 exemplaires construits à Weybridge, Chester et Blackpool.
Type 406 Wellington Mark IIMotorisé avec des Rolls-Royce Merlin X de 1 145 ch. 400 exemplaires construits à Weybridge.
Type 417 Wellington B Mark IIIÉquipé de moteurs Bristol Hercules III ou XI de 1 375 ch et d'une tourelle arrière quadritube (au lieu d'une bitube). Cette version servit au sein du Bomber Command à partir de 1941. 1 517 exemplaires construits à Chester et Blackpool.
Type 424 Wellington B Mark IVMotorisé avec des Pratt & Whitney R-1830 Twin Wasp de 1 200 ch et utilisé par un squadron de la RAAF et deux escadrilles polonaises de la Polish Air Force. 220 exemplaires construits à Chester.
Type 442 Wellington B Mark VIBombardier à haute altitude, pressurisé, avec une plus grande envergure et motorisé avec des Merlin R6SM de 1 600 ch à compresseur double étage. 63 exemplaires furent construits  à Weybridge et utilisés par le No. 109 Squadron RAF (en) et pour l'entrainement au système GEE. Ce modèle a amené Rolls-Royce à développer la série des Merlin 60, moteur également du Spitfire Mk IX.
Type 440 Wellington B Mark XVariante la plus produite avec un total de 3 803 exemplaires. Similaire à la version Mark III exception faite des moteurs Hercules VI ou XVI de 1 675 ch et de la structure en alliage au lieu d'être en acier. La version Mark X servit de base aux variantes destinées au Coastal Command. 3 803 exemplaires construits à Chester et Blackpool.

### VariantesCoastal Command
Type 429 Wellington GR Mark VIIIConversion de la variante bombardier Mark IC pour les missions du Coastal Command. Missions incluant reconnaissance, attaques anti-navire et anti-sous-marine. Un Wimpy du Coastal Command fut le premier appareil équipé du système de lutte ASM Leigh light. 307 exemplaires construits à Weybridge, dont 58 équipés du système Leigh light.
Type 458 Wellington GR Mark XIVersion maritime du B Mark X avec une tourelle avant ordinaire et un radar ASV Mark II (ASV pour Air to Surface Vessel) sans radôme avant, mitrailleuses de sabord supprimées, 180 exemplaires construits à Weybridge et Blackpool.
Type 455 Wellington GR Mark XIIVersion maritime du B Mark X équipée avec des torpilles et un radôme avant abritant le radar ASV Mark III, tourelle avant avec une seule mitrailleuse, 58 exemplaires construits à Weybridge et Chester.
Type 466 Wellington GR Mark XIIIVersion maritime du B Mark X avec une tourelle avant ordinaire et un radar ASV Mark II sans radôme avant, mitrailleuses de sabord supprimées, 844 exemplaires construits à Weybridge et Blackpool.
Type 467 Wellington GR Mark XIVVersion maritime du B Mark X avec un radôme avant abritant le radar ASV Mark III et équipé de racks de roquettes RP-3 sous les ailes, 841 exemplaires construits à Weybridge, Chester et Blackpool.

### Variantes de Transport
Wellington C Mark XVConversion du Wellington Mark IA en avion de transport désarmé, avec une capacité d'emport de 18 personnes.
Wellington C Mark XVIConversion du Wellington Mark IC en avion de transport désarmé, avec une capacité d'emport de 18 personnes.

### Variantes d'entrainement
Type 487 Wellington T Mark XVIIPour entraînement des équipages de chasse de nuit convertis à partir des bombardiers GR Mk.XI; équipés de radars SCR 720 AI. Motorisé avec des Bristol Hercules XVII.
Type 490 Wellington T Mark XVIIIVersion de production. Motorisé avec des Bristol Hercules XVI. 80 construits à Blackpool, plus quelques conversions. Pour entraînement des équipages de chasse de nuit convertis à partir des bombardiers GR Mk.XII; équipés de radars SCR 720 AI.
Wellington T Mark XIXConversion du Wellington Mark X utilisé pour l'entrainement à la navigation. Reste en service pour l'entrainement jusqu'en 1953.
Type 619 Wellington T Mark XConversion d'après-guerre du bombardier Wellington Mark X en avion d'entrainement par la firme Boulton Paul Aircraft à Wolverhampton. Pour les entrainements à la navigation la tourelle avant fut retirée et remplacée par un carénage et l'intérieur rééquipé. Plusieurs furent vendus à la France et à la Grèce.

### Variantes expérimentales et de conversion
Type 298 Wellington Mark II prototypeDésignation pour un Wellington n° de série L4250. Équipé avec deux moteurs à piston en ligne Rolls-Royce Merlin de 1 145 ch.
Type 299 Wellington Mark III prototype.Deux exemplaires.
Type 410 Wellington Mark IV prototype.N° de série R1220. Équipé avec des moteurs à piston en étoile Pratt & Whitney Twin Wasp.
Type 416 Wellington (II)Prototype original du Wellington II converti avec un canon Vickers S de 40 mm en position dorsale.
Type 418 Wellington DWI Mark IDésignation de quatre Wellington Mark IA convertis pour le dragage des mines marines à déclenchement magnétique. Ces avions étaient équipés avec un moteur thermique Ford V-8 et un générateur électrique Maudsley pour générer un champ magnétique dans un anneau de métal de 14,63 mètres de diamètre monté sous le fuselage. Ils possédaient de plus un "nez" solide avec des points d'attaches pour l'anneau sous le nez, la queue, les ailes et le côté des nacelles moteurs. Cette variante DWI était présentée comme un projet d'installation directionnelle sans fil, qui était une couverture pour le vrai emploi de l'anneau de métal.
Type 419 Wellington DWI Mark IIDWI Mark I amélioré avec une installation d'un moteur De Havilland Gipsy (en) pour augmenter la puissance du générateur. Au moins 11 appareils furent convertis dans cette version.
Type 407 et Type 421 Wellington Mark VRespectivement le premier et le second prototype : trois furent construits, pour des missions en haute altitude avec une cabine pressurisée et des moteurs turbocompressés Hercules VIII.
Wellington Mark VIDésignation pour un prototype d'appareil pour les vols en haute altitude.
Type 449 Wellington Mark VIGVersion de production du Type 431. Deux exemplaires seulement.
Wellington Mark VIIDésignation pour un appareil construit pour servir de banc de test pour une tourelle équipée avec un canon Vickers S de 40 mm.
Type 435 Wellington Mark ICConversion d'un Wellington équipé du système Turbinlite (en).
Type 437 Wellington Mark IXConversion d'un Mark IC en transport de troupes.
Type 439 Wellington Mark IIConversion d'un Mark II pour être équipé d'une tourelle avant abritant un canon Vickers S de 40 mm.
Type 443 Wellington Mark VDésignation pour un appareil construit pour servir de banc de test pour les moteurs Bristol Hercules VIII.
Type 445 Wellington (I)Désignation pour un appareil construit pour servir de banc de test pour un turboréacteur Whittle W2B/23, ce réacteur étant installé dans la queue de l'appareil.
Type 454 and Type 459 Wellington Mark IXPrototypes avec des radars ASV Mark II, ASV Mark III, et équipés avec des moteurs en étoile Bristol Hercules VI et XVI.
Type 470 and Type 486 WellingtonDésignation pour deux Wellington Mark II équipés respectivement avec un turboréacteur Whittle W2B et W2/700.
Type 478 Wellington Mark XDésignation pour un appareil construit pour servir de banc de test pour le moteur Bristol Hercules 100.
Type 602 Wellington Mark XDésignation d'un Wellington équipé de deux turbopropulseurs Rolls-Royce Dart.
Wellington Mark IIIDésignation d'un Wellington utilisé pour le remorquage de cible ou de planeurs Hadrian, Hotspur et Horsa.

## Utilisateurs
Australie
- Royal Australian Air Force
  - No. 458 Squadron RAAF (en) Code lettres "FU"
  - No. 460 Squadron RAAF (en) Code lettres "UV" et "AR"
  - No. 466 Squadron RAAF (en) Code lettres "HD"

 Canada
- Royal Canadian Air Force
  - No. 405 Squadron RCAF (en) 'Vancouver Squadron' Code lettres "LQ"
  - No. 419 Squadron RCAF (en) 'Moose Squadron' Code lettres "VR"
  - No. 420 Squadron RCAF (en) 'Snowy Owl Squadron' Code lettres "PT"
  - No. 424 Squadron RCAF (en) 'Tiger Squadron' Code lettres "QB"
  - No. 425 Squadron RCAF (en) 'Alouette Squadron' Code lettres "KW"
  - No. 426 Squadron RCAF (en) 'Thunderbird Squadron' Code lettres "OW"
  - No. 427 Squadron RCAF (en) 'Lion Squadron' Code lettres "ZL"
  - No. 428 Squadron RCAF (en) 'Ghost Squadron' Code lettres "NA"
  - No. 429 Squadron RCAF (en) 'Bison Squadron' Code lettres "AL"
  - No. 432 Squadron RCAF (en) 'Leaside Squadron' Code lettres "QO"

 Tchécoslovaquie
- Czechoslovakian Air Force en exil en Grande-Bretagne
  - No. 311 (Czecho-Slovak) Squadron (en) Code lettres "KX"

 Forces françaises libres
- Forces aériennes françaises libres
- Aviation navale (Après-guerre)

 Allemagne
- Luftwaffe (capturé)

 Grèce Grèce

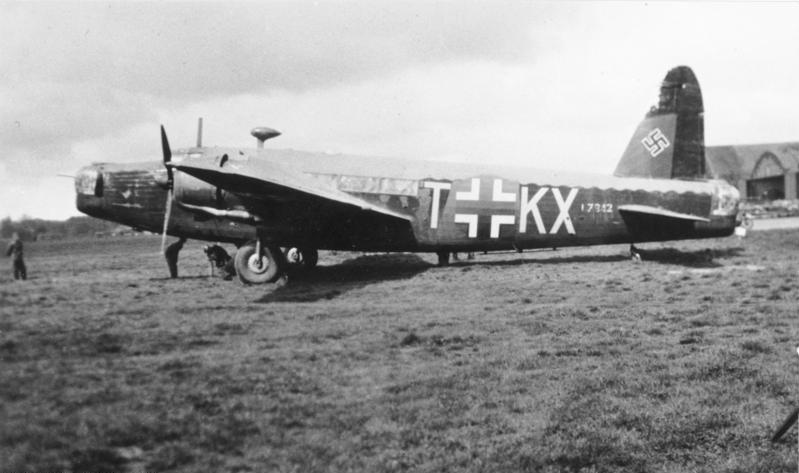
Vickers Wellington Mk.IC RAF Serial L7842 capturé et testé par la Luftwaffe, probablement au centre de test de Rechlin en 1941. Le L7842 fut capturé le 6 février 1941 alors qu'il participait à une mission avec le No. 311 Squadron, RAF, au-dessus de Boulogne (France).

- Force aérienne grecque (Après-guerre)

 Nouvelle-Zélande
- Royal New Zealand Air Force
  - No. 75 (New Zealand) Squadron (en) Code lettres "AA"

 Pologne

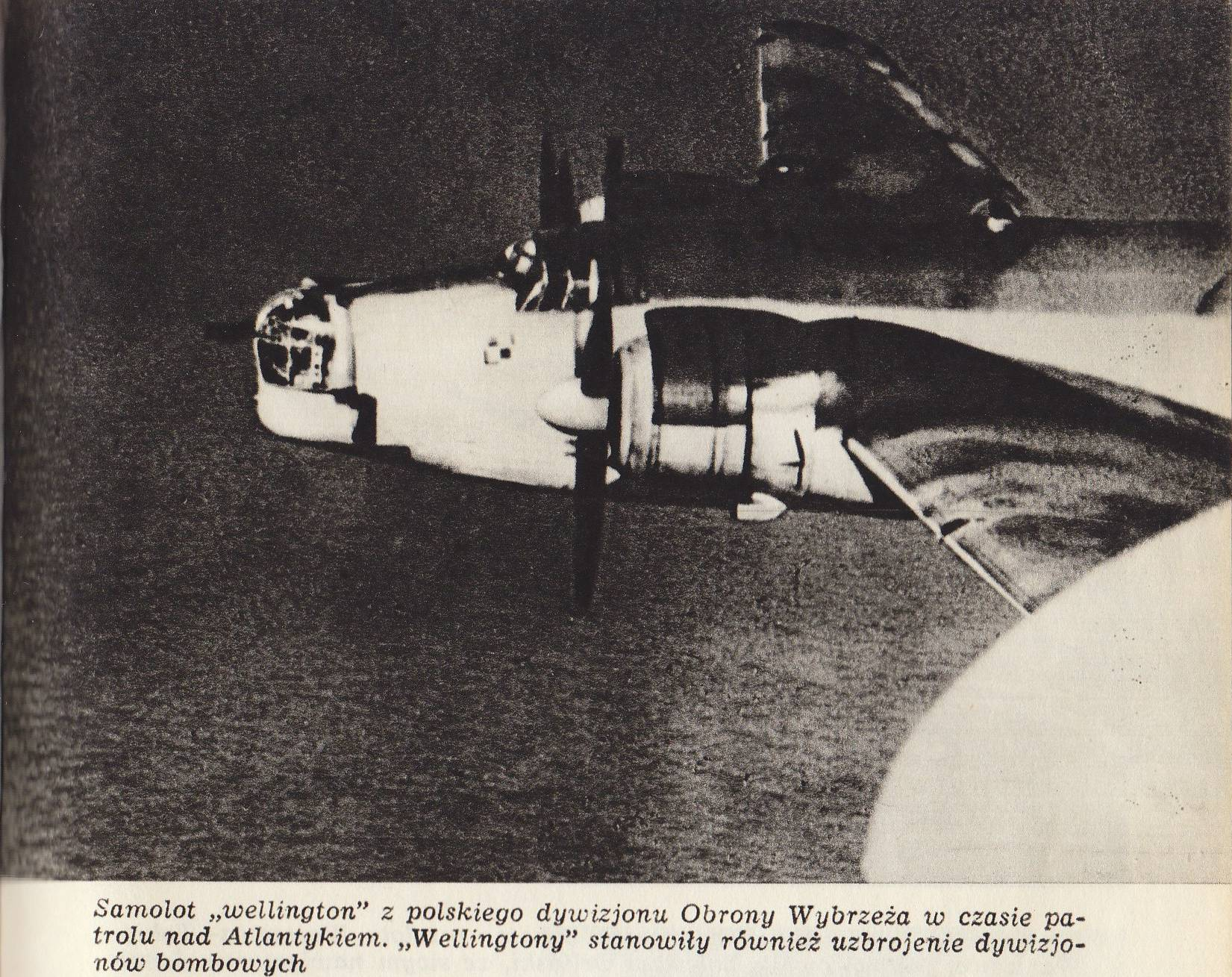
Vickers Wellington de l'armée polonaise.

- Polish Air Forces en exil en Grande-Bretagne (en)
  - No. 300 Polish Bomber Squadron "Ziemi Mazowieckiej" (en) Code lettres "BH"
  - No. 301 Polish Bomber Squadron "Ziemi Pomorskiej" (en) Code lettres "GR"
  - No. 304 Polish Bomber Squadron "Ziemi Śląskiej im. Ks. Józefa Poniatowskiego" (en) Code lettres "NZ"
  - No. 305 Polish Bomber Squadron "Ziemi Wielkopolskiej im. Marszałka Józefa Piłsudskiego" (en) Code lettres "SM"

 Afrique du Sud
- South African Air Force

 Royaume-Uni
- Royal Air Force
  - No. 7 Squadron RAF
  - No. 9 Squadron RAF (en)
  - No. 12 Squadron RAF
  - No. 15 Squadron RAF
  - No. 37 Squadron RAF (en)
  - No. 38 Squadron RAF (en)
  - No. 40 Squadron RAF
  - No. 57 Squadron RAF (en)
  - No. 70 Squadron RAF (en)
  - No. 99 Squadron RAF (en)
  - No. 196 Squadron RAF (en) Code lettres "ZO"
  - No. 221 Squadron RAF (en)
- Fleet Air Arm

## Crash en France
Le 12 aout 1943, un Wellington X LN 422 HD, parti de Leconfield en Angleterre pour une mission de largage de mines devant Saint-Nazaire, s'écrase sur l'île de Groix. Les 5 membres d'équipages meurent dans l'accident. Il s'agit de :
- Edmund Daniel FOGDEN, de nationalité australienne, adjudant, 24 ans, pilote
- Frank Norman HAMOOD, de nationalité australienne, sergent, 23 ans, observateur
- Victor Bryan WINCHESTER, de nationalité australienne, sergent, 25 ans, navigateur
- Roger Gordon WOOSNAM, de nationalité britannique, sergent, 23 ans, radio
- Ronald William RICHARDSON, de nationalité britannique, sergent, 23 ans, mitrailleur

Ils sont enterrés dans le carré militaire anglais du cimetière de Guidel.
Une stèle commémorative a été hérigée sur le lieu du crash, sur l'ile de Groix, au lieu-dit Quehello.

## Survivants

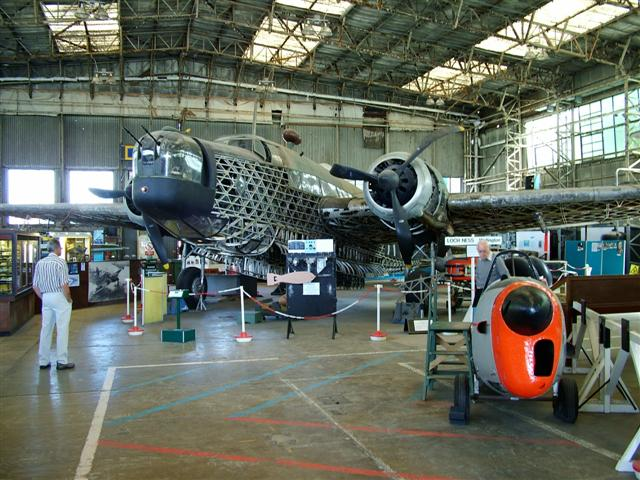
Wellington Mark IA N2980 exposé à Brooklands

Il n'existe plus à ce jour que deux exemplaires complets de Vickers Wellingtons. Tous les deux sont exposés dans des musées en Grande-Bretagne. Il existe aussi cependant beaucoup d'épaves plus ou moins complètes.
- Wellington Mark IA N° de série N2980 est exposé au musée de Brooklands au sud de Weybridge (Comté de Surrey, GB). Cet appareil se crasha en 1940 dans le Loch Ness lors d'un vol d'entrainement à la suite de problèmes moteurs. Tous les aviateurs survécurent, mis à part le mitrailleur arrière qui se tua quand son parachute ne s'ouvrit pas. L'appareil fut redécouvert par hasard au fond du Loch en septembre 1985 et restauré pour être exposé, avec les hélices endommagées en hommage au mitrailleur disparu[7],[8].
- Wellington T Mark X N° de série MF628 exposé au Royal Air Force Museum[9], de Londres. Il fut livré à l'unité RAF No.18 MU (MU pour Maintenance Unit) de RAF Tinwald Downs (en), Dumfries, sous la désignation Wellington Mark X, le 11 mai 1944[4]. En mars 1948, la tourelle frontale fut retirée lors de la conversion en variante T du Mark X pour servir en tant qu'appareil d'entrainement. Cependant, le musée réinstalla la tourelle pour retrouver la configuration initiale de variante Mark X[4],[9],[10].